# 레고 히어로 팩토리
레고 히어로팩토리는 2010년부터 2014년까지 출시된 레고 제품으로 바이오니클의 후속작이다. 히어로 팩토리의 스토리는 바이오니클 스토리 작가인 그레그 파슈티(Greg Farshtey)에 의해 작성되었으며 스토리를 담은 책은 AMEET 출판사에서 출판된다. 그레그 파슈티(Greg Farshtey)가 쓴 원작을 바탕으로 코믹과 TV 시리즈가 만들어졌다.

## 역사
어느날 아키마로 마쿠로가 점점 커져만 가는 은하계의 악의 세력을보고 강력한 선의 중심축이 필요함을 느끼고 히어로 팩토리를 창립하였다. 히어로 팩토리는 살아있는 로봇들을 생산하여 은하계의 혼란을 방지하고 평화를 유지한다. 혼란이나 테러,범죄가 일어나는 곳에는 히어로 들이 출동하여 해결하였다.
그리고 어느날 트레셔라는 히어로의 팀에 프레스폰 스토머와 본 네스라는 신인 히어로들이 들어온다. 그들이 첫 번째 미션은 뉴 스텔락 시티에 나타난 거대한 기계덩어리를 상대하는 것. 그들은 미션을 수행하던중 그들의 리더 트레셔가 부상을 입고 쓰러지자 본네스는 히어로 팩토리를 배신하고 드롭쉽을 타고 달아나려고 하였다. 하지만 스토머는 드롭쉽에 매달려 본 네스를 잡으려고 했다. 본 네스는 스토머를 떨어뜨리기 위해 드롭쉽을 흔들어 조종했고 스토머는 드롭쉽에서 뛰어내려 거대로봇의 시각 판독 장치를 망가뜨리고 머리 뒤로 올라가 전력 공급 회로를 교차시켜 로봇을 폭발시켰다. 이것은 히어로 팩토리역사상 최고의 공격으로 평가받는다.
그 후 스토머는 탈로스5에서 파이어로드가 사악해지기전 채광일을 하던 그를 만나고 수많은 미션을 해결하며 성공적인 경력을 쌓은 후 알파 1 팀의 리더가 되었고 모든 히어로 들의 우상이자 히어로 팩토리히어로중 가장 높은 위치에 올랐다. 알파팀에는 그의 절친인 지미 스트링거와 덩컨 벌크를 멤버로 직접 골랏다.
어느 날 새로운 루키히어로인 윌리엄 퓨노,나탈리 브리즈, 마크 서지가 들어온다.

## 2010년 라이즈 오브 더 루키스
- 퓨노의 도전
- c-4000의 화물을 보호하는 임무를 맡은 알파 1 팀은 스토머, 스트링거, 벌크, 퓨노가 파견된다. 초보 히어로인 퓨노는 드롭쉽에 두고 3명이서 c-4000을 지킨다 그리고 엑스플로드와 로터가 c-4000을 습격하고 노련한 3명의 히어로 들은 그들의 공격을 저지한다. 하지만 엑스플로드가 도주하였고 로터만 남은상태 스토머는 퓨노를 실전에 투입시킬지 판단하기 위해 로터를 체포하는 시험을 치루게 한다. 하지만 퓨노는 로터를 체포하는데 실패했다. 퓨노는 그 이후 훈련장에서 열심히 훈련하였고 스토머와 다른 신인 히어로들이 드롭쉽을 타고 지나가던중 레뮤2 폭발물 공장이 엑스플로드와 로터의 공격을 받았다. 결국 그들은 본부로 돌아가던중 레뮤2로 가서 악당들을 저지하려고 한다. 그들이 레뮤2에 도착하자 악당들은 스토머를 제외한 모두가 초보인 것을 알고 스토머만 공격해서 스토머를 쓰러뜨렸다. 그리하여 초보들만 남게되었고 그들은 초보가 아무것도 아니라고 생각하지만 퓨노가 바이크를 활용하여 로터를 체포한다. 그리고 퓨노는 스토머에게 인정을 받는다.
- 위기의 코어

퓨노는 스토머와 해충들을 저지하는 미션을 수행하고 돌아오자 탄탈루스5-1331교도소 건설현장이 코로더의 공격을 받게되었음을 알게되었다. 건설현장에서 벌크가 전투 중 건물자제에 깔려 나오지 못하고 스트링거, 서지가 히어로 셀을 사용하여 코로더의 산성물질 공격을 막고있다. 히어로 코어의 에너지가 바닥난 스토머는 갈래도 갈 수가 없어 하는수 없이 퓨노를 보낸다 퓨노는 코로더를 저지하지만 가스를 뿜어 연막효과를 사용하여 도망친 코로더는 놓쳤다. 그리고 벌크는 히어로팩토리로 돌아와 코어를 충전받는다.
- 내부의 적

어느날 스토머와 루키들이 메크론시티의 긴급신호를 받고 달려갔지만 그건 함정이었다. 멜트다운에 의해 스토머는 나노봇에 감염되어 사악해 졌고 마쿠히어로 시티를 떠돌던중 퓨노를 만나고 퓨노는 그와 공중에서 전투를 하며 그를 본 네스와 비교하자 스토머의 원래 정신과 나노봇의 정신이 충돌하여 기절하고 만다. 퍼노는 스토머를 본부로 데려오고 지브는 그를 감염시킨 나노봇들을 제거하여 원래대로 돌아왔다.
- 본 네뷸라의 음모

뉴 스텔락 시티에 갑자기 알 수 없는 운석이 떨어지자 조사하기 위해 3명의 배태랑 히어로 들이 파견된다. 하지만 그것은 함정이었고 운석은 사실 캡슐이었다. 캡슐에서는 썬더, 코로더가 나와 히어로들을 공격한다. 이를 안 초보히어로들은 선배들을 돕기위해 비상 임시팀인 루키팀을 구축하여 뉴 스텔락 시티로 간다. 뉴 스텔락 시티에는 엑스플로드, 멜트다운 이 두 악당들이 더 와있었고 본 네불라가 블랙 홀을 만들어 히어로 들의 무기를 흡수하고 퓨노와 스토머가 본네불라와 싸우기 위해 블랙홀로 들어간다. 블랙홀 속에서 스토머와 퓨노는 반중력 링을 이용하여 블랙홀을 붕괴시키고 블랙홀지팡이를 빼앗아 본 네불라를 채포하고 다른 악당들은 탄환이 바닥나자 히어로들의 육탄전으로 패배하였다.

## 2011년
- 불의 전쟁

탱커스테이션 22에 니트로 블라스트가 침입하여 보안 시스템을 망가뜨리자 파이어 로드를 비롯한 악당들이 탱커스테이션22를 공격하기 시작한다. 이 소식을 듣고 출동한 히어로 팩토리 알파 1 팀의 스토머, 퓨노, 브리즈, 서지는 불의 군대와 싸우지만 패배하였고 서지는 실종되었다. 나머지 히어로들이 재빨리 직원들과 함께 탈출하였다. 스토머는 마쿠로를 설득하여 알파 1 팀의 멤버들을 2.0으로 업그레이드 하여 탱커스테이션22로 돌아간다. 곧 새로운 히어로인 네이던 에보와 줄리어스 넥스가 합류하여 탱커스테이션22의 주도권을 놓고 전투를 벌이던중 실종됐던 서지가 탱커스테이션 22에 잠입하여 파이어 로드와 심복들의 뒤를 공격하여 알파 1팀의 승리를 이끌어냈다. 그리고 히어로팩토리로 돌아온 서지는 2.0 업그레이드를 받는다.
- 미지의 정글 행성 '쿼트로' 구출 작전

신참 히어로 로카는 임무를 마치고 귀환하던중 쿠아트로스 행성에서 구조신호를 받고 쿼트로로 가지만 실종된다. 로카는 쿼자스톤으로 인해 위치닥터로 사악하게 변한 알도스 위치를 발견하고 쿼자의 힘으로 쿠아트로스 짐승들을 조종하는 것을 보았으나 알도스 위치의 공격을 받아 실종된다. 로카가 실종됐다는 소식을 들은 팀원들은 그를 구하기 위해 퓨노, 벌크, 스트링거, 스토머, 넥스는 애니멀 아머로 갈아 입고, 쿼트로 행성으로 보내졌으며, 로카를 찾아 알도스 위치에 대해 듣게 된다. 위치닥터가 쿼트로 행성에서 너무 많은 쿼자스톤을 채굴하여 행성이 파괴될 위험에 처한다. 로카는 애니멀 갑옷을 입고 위치 닥터를 체포하기 위해 팀을 둘로 나눈다. 그리고 알파팀은 위치닥터가 조종한 와스픽스, 팡즈, 라우자우, 스콜피오와 싸우고, 로카 3.0은 XL로 변형을 하여 스토머와 위치닥터를 쓰러트려 알파 1팀의 승리를 이끌어냈다. 그리고 퓨노가 이륙중인 쿼자스톤이 담긴 비행선을 행성의 중심부로 떨어뜨려 쿼트로 행성은 다시 회복된다.
히어로팩토리 감옥에 볼틱스가 새로 잡혀 들어온다. 하지만 그는 본 네뷸라의 지팡이를 이용해 모든 죄수를 탈옥시킨다. 탈옥수가 너무 많아서 지브는 모든 히어로들을 각각 다른 악당들에게 보내게 된다. 작전명은 '수갑을 채워 채포하라'이다. 알파 1팀은 모두 각자 상대해야할 악당들에 맞는 무기와 갑옷으로 업그레이드를 한다. 그리고 로카를 제외한 모든 히어로들이 출동하게 된다. 그 사이 히어로팩토리 내부로 잠입한 블랙팬텀은 히어로팩토리 내부 관리자들을 모두 가두고 히어로팩토리의 연락과 외부 출입을 모두 차단해버린다. 그리고 로카와 비밀 통신중이던 지브를 포함한 모든 관리자들을 미지의 안티 쿼자로 기절시킨다. 로카는 마쿠로의 방에서 외부 출입을 막는 에너지 방어막을 해제하고 임무를 마치고 돌아온 알파 1팀과 블랙 팬텀을 조립 타워에서 저지한다. 대부분의 악당들이 다시 체포되어 돌아왔고 히어로팩토리도 다시 회복됐다. 하지만 히어로팩토리 설계도가 담긴 문서가 어딘가로 전송된 것을 알게 됐다. 그리고 어딘가에서 미지의 악당이 블랙팬텀이 보낸 문서를 보며 사악하게 웃는다
미지의 악당이 히어로팩토리가 있는 행성으로 외계 브레인들을 발사한다. 그리고 외계 브레인들은 그곳의 야생 생물들을 감염시킨다. 그리고 감염된 모든 생명체들이 마크 히어로시티로 모여든다. 탈옥 사건 이후 축하하고 있는 히어로들은 전투를 위한 업그레이드를 받는다. 퓨노가 리더를 맡고 현장을 지휘하며 감염된 생명체들과 싸운다. 그러던 중 벌크가 브레인 부분을 가격하면 감염이 풀린다는 것을 알게 되면서 전세가 뒤바뀐다. 하지만 드래곤볼트가 나타나고 드래곤볼트는 히어로팩토리 내부로 들어간다. 한편 입구를 막고있던 서지는 외계 브레인에게 감염된다. 로카는 드래곤볼트를 막기 위해 드래곤볼트를 쫓아가고 나머지는 서지를 막기 위해 히어로팩토리로 들어간다. 서지는 조립 타워에서 수 많은 로봇들을 만들어내며 알파 1팀은 서지를 막기 위해 싸운다. 로카는 제트팩을 사용하여 드래곤볼트의 감염을 풀게 된다. 마침내 브리즈가 서지의 감염을 풀면서 사태가 해결된다. 히어로들이 싸운 것들을 치우기 위해 드래곤볼트가 만든 구멍으로 들어간 인부들을 수많은 브레인 떼를 발견하고 공격을 당한다.
안트로폴리스 시티에서 새로운 터널을 뚫기 위한 거대한 드릴을 작동시킨다. 하지만 터널이 갑자기 사라지게 되면서 인부들이 구멍으로 들어가지만 점퍼에게 공격을 당한다. 곧 에보가 도착하지만 혼자로는 부족하여 히어로팩토리에 지원을 요청한다. 알파 1팀은 배틀 머신을 타고 거대한 괴수들과 싸운다. 그러던 중 스토머와 퓨노가 납치가 된다. 알파 1팀은 실종된 인부들과 히어로들을 구출하기 위해 터널 안으로 들어간다. 들어가던 중 코쿤에서 인부들을 구출하고 서지는 공격을 당해서 납치가 된다. 계속 들어가던 히어로들은 어미 둥지에 도착하게 된다. 브리즈는 어미와 교감을 하여 설득한 후 스토머, 퓨노, 서지를 구출한다. 하지만 예상치 못한 상황으로 어미가 마음을 바꾸어 공격을 당하게 된다. 둥지가 무너지면서 어미도 같이 떨어지게 된다. 무사히 나온 히어로들은 터널 입구를 막는다. 히어로들이 복귀하면서 타고 있는 비행선에 있는 점퍼 코쿤을 보여주며 이야기는 끝이 난다.
※ 애니메이션에선 나오지 않은 캐릭터는 ❌️, 게임에선 나오지 않은 캐릭터는 🚫 표시.

### 히어로
프레스톤 스토머
윌리엄 퓨노
던컨 벌크
지미 스트링거
마크 서지
나탈리 브리즈
네이던 에보
줄리어스 넥스
다니엘 로카
본 네스 ※ 악당이 되기 전 스토머와 동기였었다.
루카스 트레셔

### 배틀 머신
상반기
에보 워커
스토머의 프리즈 머신
로카의 스텔스 머신
퓨노의 제트 머신
에보 XL 머신

하반기
로카 크롤러
브리즈의 플리어 머신
벌크의 드릴 머신
서지와 로카의 전투 머신
에보의 스파이더 머신

### 악당
1.0 라이즈 오브 더 루키스
본 네뷸라
익스플로드
썬더
코로더
멜트다운
로터 🚫 (게임에선 나오지 않았다.)
바포어 ❌️🚫 (애니메이션/게임 모두 미등장)
미니언 봇 17 ❌️, 비행 로봇 (가칭)

2.0 불의 전쟁
파이어 로드
제트버그
니트로 블라스트
드릴도저

3.0 미지의 행성 '쿼트로 구출작전'
위치 닥터 (어둠의 주술사)
스콜피오 🚫
라우자우
와스픽스
팡즈

4.0 탈옥 사건
상반기
블랙 팬텀
볼틱스
스피다 데몬
스플릿 페이스
톡식 리파
죠 블레이드
토른락스 ❌️

하반기
볼틱스
코어 헌터 ❌️
XT4 ❌️🚫
스피다 데몬

5.0 브레인 어택
상반기
파이록스
스카록스
오그룸
브루이저

하반기
프로스트 비스트
아쿠아곤
드래곤 볼트
외계 브레인

6.0 지하세계의 습격
상반기
점퍼
조 비스트
플라이어 비스트 🚫
스플리터 비스트

하반기
터널 비스트
크리스탈 비스트
스콜피온 비스트 ❌️
히드라 비스트 ❌️
점퍼
퀸 비스트
- 레고